# Рибний бульйон

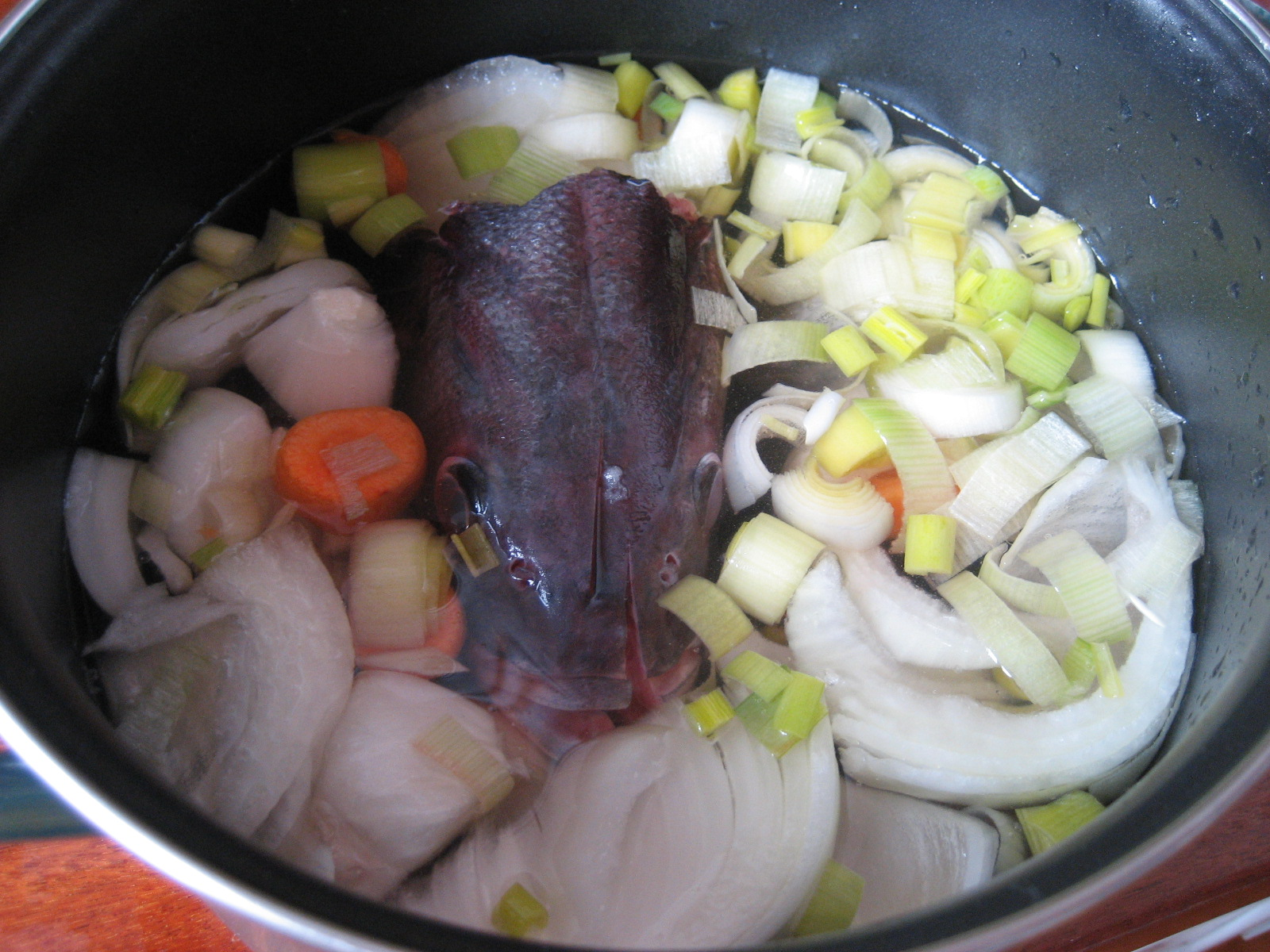
Вихідні продукти для приготування концентрованого рибного бульйону з голови лавраку

Рибний бульйон'— бульйон, який готують з риби та її харчових відходів. Як самостійна страва, рибний бульйон подають з різними наповнювачами та гарнірами. Як кулінарний напівфабрикат, рибний бульйон йде на заправні та пюреподібні супи та інші страви.
Рибні бульйони готують практично з будь-якої прісноводної та океанічної риби. Найсмачніші рибні бульйони отримують з судака, йоржів та риб осетрових порід. Бульйони з далекосхідної наваги, камбали, меламіди, оселедця та салаки не рекомендується готувати через каламутність та неприємний присмак. Рибні бульйони та супи також варять із харчових відходів солоної риби (кети, горбуші, сьомги, лососини).
Для варіння рибних бульйонів використовують випотрошену дрібну рибу цілою або шматками, а також відходи обробки риби: голови, хвости, плавці, кістки та шкіру. Бульйони з тушок, ланок та шматків риби смачніші та ароматніші, ніж з рибних харчових відходів. Великі голови та кістки розрубують на частини, видаляють очі та зябра. Для аромату в рибні бульйони додають цибулю, білі коріння, стебла петрушки і кропу та лавровий лист. Бульйони з морської та океанської риби мають специфічний запах і вимагають більше спецій. Правильно приготовлені рибні бульйони досить прозорі, за необхідності їх освітлюють ікрою частикових риб, яєчними білками та овочами.